# Isenay
 Isenay  es una población y comuna francesa, en la región de Borgoña, departamento de Nièvre, en el distrito de Ville de Château-Chinon y cantón de Moulins-Engilbert.

## Demografía
| 215 | 217 | 157 | 111 | 108 | 103 |
| Para los censos de 1962 a 1999 la población legal corresponde a la población sin duplicidades (Fuente: INSEE [Consultar]) |     |     |     |     |     |